# Blekning av pappersmassa
Blekning av pappersmassa är den kemiska process då färgade ämnen i pappersmassan antingen görs vitare, bryts ner eller löses ut. Vithet är ofta en viktig egenskap hos slutprodukten papper.

## Blekning av kemisk massa
Blekning av kemisk massa, det vill säga pappersmassa producerad genom sulfit- eller sulfatprocessen, går ut på att avlägsna det resterande ligninet. Processen kallas ofta efterblekning.
Idag finns det två metoder i bruk, ECF – Elementary Chlorine Free (fritt från klorgas), och TCF - Totally Chlorine Free (helt klorfritt). Historiskt sett har man använt klorgas som blekningsmedel, men dess många negativa sidoeffekter gjorde att den på 1980-talet övergavs och ersattes av ECF, som också är den metod man använder mest idag. Kloret var dels farligt för de som arbetade med det men också för den miljöpåverkan det hade.
ECF-blekningen går till så att man varvar starkt sura miljöer med starkt basiska. Ett vanligt sådant förlopp är D(EOP)D(EP)D 
D - står för klordioxidblekning. Klordioxidmolekylerna är radikaler med en udda elektron. Dessa angriper fenolgrupper i ligninet genom att dra åt sig en elektron och bildar kloritjoner, ClO2-. Fenolgrupperna, som nu saknar en elektron var har nu omvandlas till fenoxylradikaler. Om det då finns ytterligare klordioxidmolekyler reagerar de med denna radikal och bildar en instabil kloritester. Esterns ringformade bindning sönderfaller sedan till en halvester.
(EOP) – E står för ett alkaliskt extraktionssteg, d.v.s. en basisk lösning som löser upp ligninmolekylerna. O står för syrgasdelignifiering och P för en väteperoxidblekning. Parenteserna står för att extraktionssteget är förstärkt av de två följande processerna.
TCF används inte så mycket, men den består av en kombination av väteperoxidblekning, alkaliska tvättsteg, tvättning med komplexbildare, perättiksyrablekning och ozondelignifiering. En fördel med TCF-blekning är att utsläppen från blekeriet upphör - d.v.s. går till kemikalieregenereringen i sodapannan.
En väteperoxidblekning måste alltid föregås av ett tvättsteg, där de fria metalljonerna, de som kommer från de naturliga salter som finns i träet, avskiljs från massan. Detta gör man genom att tillsätta en komplexbildare, exempelvis den fyrvärda syran EDTA. Denna binder upp metalljonerna i komplex. EDTA används också i EOP-stegen vid ECF-blekning.

## Blekning av mekanisk massa
Blekning av mekanisk massa, det vill säga pappersmassa producerad genom mekanisk pappersmassaframställning, går främst ut på att förstöra kemiska grupper som kan missfärga pappret. Ligninet bevaras, dels eftersom det vore opraktiskt att avlägsna den höga halten, och dels eftersom man vill ha ett högt utbyte.

## Historik

Total världsproduktion av pappersmassa (i miljoner ton) efter typ av blekning som används: klorblekning (Cl_{2}), ECF och TCF.

Konventionell klorblekning dominerade helt pappersmasseproduktion till början av 1990-talet, men fasades från 1990-talet ut till förmån för i första hand ECF, och till mindre del TCF.